# Jorge Souza
Jorge Elson Silva de Souza (Macapá, 25 de fevereiro de 1961) é um administrador e político atualmente filiado ao Partido Democrático Trabalhista (PDT).
Em 1998, filiado ao PSB, Jorge se candidatou a deputado estadual do Amapá pela coligação PSB/PRP/PV, conquistando 1373 votos (0,771%), o que lhe garantiu a vaga de primeiro suplente. Com o afastamento de Janete Capiberibe (PSB) por licença, Jorge assumiu a vaga de deputado estadual pela primeira vez.
Em 2002, com 4014 votos (1,666%), foi re-eleito deputado estadual do Amapá pela coligação PSB/PRP. Em 2006, então filiado ao Partido Comunista Brasileiro (PCB), foi reeleito deputado estadual pela Frente de Esquerda (PSOL, PSTU, PCB) com 5513 votos.
Em 1998, Jorge teve seu mandato cassado pelo TSE por compra de votos. Seu cargo de deputado foi substituído pelo então vereador de Macapá pelo PP Leury Farias, pois esse fora candidato também pelo PCB em 2006, ficando como suplente. Então Jorge se candidata novamente pelo PCB à deputado estadual em 2010, através da coligação União Pela Mudança (PTB / PCB / PSDC / PMN / PTC / PRP), conquistando 5.023 votos (1,55%) e o cargo de suplente.
Em 2013, quando Nelson Souza, irmão do ex-deputado, (então vereador de Macapá pelo PCB) é desligado do partido por estar organizando secretamente a Rede Sustentabilidade (REDE) (partido da ex-Ministra Marina Silva), Jorge também se desfilia. Então, em 2014, novamente filiado ao PSB, Jorge se candidata a deputado pela Rede Sustentabilidade (partido sem registro). Sem coligação proporcional, Jorge fez 4.997 votos (1,27%) ficando como suplente novamente.